# Acianthera moronae
Acianthera moronae é  uma espécie de orquídea (Orchidaceae) que existe no Equador.

## Publicação e sinônimos
- Acianthera moronae (Luer & Hirtz) Luer, Monogr. Syst. Bot. Missouri Bot. Gard. 95: 254 (2004).

Sinônimos homotípicos:
- Pleurothallis moronae Luer & Hirtz, Lindleyana 11: 171 (1996).